# Činklje
Činklje (znanstveno ime Cobitidae) so družina sladkovodnih rib. Danes poznamo 160 vrst činkelj, živijo pa samo v Evropi in Aziji. Njihovo življenjsko okolje so ribniki, jezera in drugi mirnejši vodotoki. To so talne ribe z značilnim valjastim, bočno rahlo stisnjenim telesom in z (če jih sploh imajo) drobnimi luskami. Imajo majhne oči, nameščene na vrh glave in podstojna usta, ki jih obdaja od šest do dvanajst brkov. Na hrbtu imajo eno samo plavut in so načeloma nočne živali, ki se hranijo z raznimi talnimi nevretenčarji, mikroskopsko majhnimi organizmi in, nekatere vrste, z algami. V Evropi živi 12 vrst činkelj. Zanimivo pa je, da ob pomanjkanju kisika v vodi, ta družina rib vdihuje tudi zrak, iz katerega absorbira kisik skozi prebavila, ostanek zraka pa izloči skozi zadnjično odprtino.